# ريد ماكنزي
ريد ماكنزي (بالإنجليزية: Red McKenzie)‏ هو قائد فرقة ‏ ومغني أمريكي، ولد في 14 أكتوبر 1899 في سانت لويس في الولايات المتحدة، وتوفي في 7 فبراير 1948 في نيويورك في الولايات المتحدة بسبب تشمع الكبد.

## وصلات خارجية
- ريد ماكنزي على موقع IMDb (الإنجليزية)
- ريد ماكنزي على موقع ميوزك برينز (الإنجليزية)
- ريد ماكنزي على موقع أول ميوزيك (الإنجليزية)
- ريد ماكنزي على موقع ديسكوغز (الإنجليزية)